# Cyclophora mattiacata
Cyclophora mattiacata är en fjärilsart som beskrevs av Max Joseph Bastelberger 1898. Cyclophora mattiacata ingår i släktet Cyclophora och familjen mätare. Inga underarter finns listade i Catalogue of Life.